# Československé státní občanství
Československé státní občanství bylo státní občanství Československa v letech 1918 až 1939 a 1945 až 1992. Československé státní občanství vzniklo 28. října 1918 a zaniklo v důsledku zániku České a Slovenské Federativní Republiky uplynutím 31. prosince 1992.
V období let 1918 až 1969 bylo státní občanství jediné a jednotné, od roku 1969 existovala také občanství České socialistické republiky a Slovenské socialistické republiky.

## Zákony o československém státním občanství
Nabývání a pozbývání československého státního občanství upravovaly tyto zákony:
- Ústavní zákon, kterým se doplňují a mění dosavadní ustanovení o nabývání a pozbývání státního občanství a práva domovského v republice Československé
- Zákon jímž se provádí úmluva ze dne 16. července 1928 mezi Československem a Spojenými státy severoamerickými o naturalisaci
- Ústavní dekret prezidenta republiky o úpravě československého státního občanství osob národnosti německé a maďarské
- Zákon o nabývání a pozbývání československého státního občanství sňatkem (zrušen k 1. listopadu 1949)
- Zákon o nabývání a pozbývání československého státního občanství
- Zákon o zásadách nabývání a pozbývání státního občanství (zrušen pro Českou republiku k 1. lednu 1993)